# Euphorbia fontqueriana
Euphorbia fontqueriana Greuter 1966 es una especie fanerógama perteneciente a la familia de las euforbiáceas. 

## Hábitat y distribución geográfica
Se encuentra en claros de pedregales, sobre margas dolomíticas; en alturas de 1000-1100 m s. n. m. en Islas Baleares (Mallorca, Sierra de Tramontana, Masanella).

## Descripción
Es una planta perenne, fruticulosa, pluricaule, glabra, glauca, papilosa. Con cepa leñosa, robusta, hasta de 15 mm de diámetro. Los tallos de 5-15 cm, ascendentes o suberectos, muy foliosos en la mitad superior, angulosos, lignificados en la base, simples. las hojas de   7-12 mm, suborbiculares, consistentes, apiñadas, sésiles, enteras o, más a menudo, con la mitad superior del margen crenulado o irregularmente denticulado, mucronadas.  Ciatio de 2,5 mm, rojizo; nectarios apendiculados, transversalmente elípticos o semicirculares, tropurpúreos, con dos apéndices de  0,5 mm, espatulados, planos, obtusos, verdosos. El fruto de 5 mm, ovoideo, subtrígono, poco sulcado, glabro. 2n = 20.

## Taxonomía
Euphorbia fontqueriana fue descrita por Werner Rodolfo Greuter y publicado en Candollea 20: 172. 1965.
Citología
Número de cromosomas de Euphorbia fontqueriana (Fam. Euphorbiaceae) y táxones infraespecíficos: 2n=20
Etimología
Euphorbia: nombre genérico que deriva del médico griego del rey Juba II de Mauritania (52 a 50 a. C. - 23), Euphorbus, en su honor – o en alusión a su gran vientre –  ya que usaba médicamente Euphorbia resinifera. En 1753 Carlos Linneo asignó el nombre a todo el género.
fontqueriana: epíteto otorgado en honor del botánico español Pius Font i Quer.
Sinonimia
- Tithymalus fontquerianus (Greuter) Soják (1972).[4]
- Euphorbia myrsinites subsp. litardierei Font Quer & Garcias Font[5][6]